# بيورن فليمينسكس
بيورن فليمينسكس هو لاعب كرة قدم بلجيكي في مركز الهجوم، ولد في 1 ديسمبر 1985 في Boom, Belgium ‏ في بلجيكا. شارك مع منتخب بلجيكا تحت 19 سنة لكرة القدم ومنتخب بلجيكا تحت 21 سنة لكرة القدم ومنتخب بلجيكا لكرة القدم. أما مع النوادي، فقد لعب مع أوستينده وإن إي سي نيميخن وبيفيرين وغنتشلربيرليغي وقيصري إيرسيسبور وكلوب بروج وكيه في ميخيلين ونادي جوزتيبي.

## وصلات خارجية
- بيورن فليمينسكس على موقع الاتحاد البلجيكي (الإنجليزية)
- بيورن فليمينسكس على موقع اتحاد تركيا (لاعب) (الإنجليزية)
- بيورن فليمينسكس على موقع قاعدة بيانات كرة القدم.إي يو (الإنجليزية)
- بيورن فليمينسكس على موقع ناشيونال فوتبول تيمز (الإنجليزية)
- بيورن فليمينسكس على موقع Soccerway.com (الإنجليزية)
- بيورن فليمينسكس على موقع عالم كرة القدم.نت (الإنجليزية)
- بيورن فليمينسكس على موقع AS.com (الإسبانية)